# Municipio de Halifax (Pensilvania)
El municipio de Halifax (en inglés: Halifax Township) es un municipio ubicado en el condado de Dauphin en el estado estadounidense de Pensilvania. En el año 2000 tenía una población de 3.329 habitantes y una densidad poblacional de 46.1 personas por km².

## Geografía
El municipio de Halifax se encuentra ubicado en las coordenadas 40°31′00″N 76°54′59″O / 40.51667, -76.91639.

## Demografía
Según la Oficina del Censo en 2000 los ingresos medios por hogar en la localidad eran de $45,913 y los ingresos medios por familia eran de $50,568. Los hombres tenían unos ingresos medios de $35,594 frente a los $28,716 para las mujeres. La renta per cápita de la localidad era de $19,749. Alrededor del 8,9% de la población estaba por debajo del umbral de pobreza.